# 호소노역 (교토부)
호소노역(일본어: 祝園駅, ほうそのえき 호우소노에키[*])은 일본 교토부 소라쿠군 세이카정에 위치한 서일본 여객철도의 역이다.

## 역 구조
상대식 승강장으로 2면 2선의 지상역이며, 역사는 고가화되어 있다. 역무원이 있는 유인역이지만 조조와 심야 시간대에는 역무원이 근무하지 않는다. 승강장 길이는 4량분밖에 없지만 2010년 3월 14일 기즈 ~ 도시샤마에 간의 승강장 연장 사업이 완료되면 7량 운전이 이루어지게 된다. 발착 승강장은 방향별로 완전히 나뉘어 있다.
동측에 긴키 닛폰 철도 교토 선 신호소노 역이 인접해 있으며 환승 교각으로 연결되어 있다. 개찰구는 1개소만 존재하며, 역 업무는 서일본 여객철도 교통 서비스에 위탁하고 있다.
어번 네트워크의 일부로 이코카 및 제휴 IC 카드의 사용이 가능하다.

### 승강장
| 1 | ■ 가타마치 선 (하행) | 시조나와테・교바시 방면 |
| 2 | ■ 가타마치 선 (상행) | 기즈 방면               |

## 역사
- 1898년 6월 4일: 간사이 철도 나가오역 ~ 신키즈 역 간의 연장으로 개업.
- 1907년 10월 1일: 국유화에 의해 일본국유철도의 소속이 되었다.
- 1909년 10월 12일: 노선 명칭 제정에 따라 사쿠라노미야 선의 소속이 되었다.
- 1913년 11월 15일: 노선 명칭 개정에 따라 가타마치 선으로 소속이 변경되었다.
- 1987년 4월 1일: 민영화에 의해 서일본 여객철도의 소속이 되었다.
- 2003년 11월 1일: 이코카의 사용이 개시되었다.

## 인접정차역
| 서일본 여객철도 가타마치 선 | 서일본 여객철도 가타마치 선 | 서일본 여객철도 가타마치 선 |
| --------------------------- | --------------------------- | --------------------------- |
| 니시키즈 기즈 방면          | ■ 갓켄토시 선               | 시모코마 교바시 방면        |